# Kanton Cholet-1
Kanton Cholet-1 (fr. Canton de Cholet-1) je francouzský kanton v departementu Maine-et-Loire v regionu Pays de la Loire. Tvoří ho tři obce.

## Obce kantonu
- Cholet (část)
- Saint-Léger-sous-Cholet
- La Séguinière